# Bandeira de Colombo (Paraná)
A Bandeira de Colombo é um dos símbolos oficiais do município, ao lado do brasão e do hino e foi adotada por força da lei municipal nº 14, de 27 de agosto de 1973, no Palácio Municipal de Colombo, durante a gestão do prefeito municipal Riolando Fransolino. O projeto original para o desenho da bandeira é de autoria do professor Sebastião Ferrarini.
Sua cor de fundo é toda verde, além do brasão aplicado no centro. A bandeira atual foi adotada em 1973, com desenho de autoria de Sebastião Ferrarini, durante a gestão do prefeito Riolando Fransolino. A atual lei dos símbolos municipais, que regulamenta o uso da bandeira municipal encontra-se em vigor desde a mesma época da adoção.

## Descrição e proporção oficial
Seu desenho é composto de um retângulo de proporção largura-comprimento de 7:10. A bandeira oficial do município de Colombo é composta de um retângulo de cor verde oficial, com o Brasão de Armas do Município no centro.
De acordo com as regras vexilológicas, a bandeira de Colombo é reproduzida com as dimensões oficiais que adota-se para a bandeira nacional, sendo considerados sete módulos de altura por dez de comprimento, conforme é determinado pelo artigo 7º da lei municipal nº 14, de 27 de agosto de 1973.

## Simbolismo
Cada um dos elementos e cores da bandeira possui um significado próprio:
- Retângulo verde: o mesmo formato e cor de fundo das bandeiras do Brasil e do Paraná, pois representa as florestas existentes no município antes da chegada dos imigrantes;
- Brasão de armas do município com as cores oficiais: o governo municipal, composto pelos poderes executivo e legislativo.

## História
Devido à expressão das determinações que contém o Decreto-Lei Municipal nº 869, de 12 de setembro de 1969, as autoridades do município de Colombo foram sensibilizadas, na época, professor Sebastião Ferrarini, autor dos livros Símbolos da República Federativa do Brasil e do Estado do Paraná e Armas, Brasões e Símbolos Nacionais, pelo para que seja criado o brasão do município visitado pelo docente.
O projeto do aludido professor foi transformado em Lei Municipal nº 14, de 27 de agosto de 1973, com direito à publicação no Diário Oficial de 30 de agosto de 1973.
Em 19 de novembro de 1973, Dia da Bandeira do Brasil, estando presentes a população, estudantes, autoridades locais e outras sob especial convite, inaugurou-se oficialmente a bandeira do município de Colombo depois de ser benzida por Dom Geraldo Pelanda, bispo diocesano de Ponta Grossa (ex-vigário de Colombo).
O Secretário de Estado da Educação e Cultura de então foi representado pelo professor Sebastião Ferrarini, autor da referida bandeira, pelo qual foi feita uma alocução a este importante evento.

## Protocolo da bandeira apropriado

### Hasteamento, exibição pública e exposição interna
Deve-se hastear a Bandeira de Colombo de sol a sol, permitindo-se que seja utilizada à noite, uma vez que seja encontrada em iluminação conveniente; normalmente será hasteada às 8 horas e arriada ás 18 horas.
Quando hasteia-se a Bandeira de Colombo juntamente com a Bandeira do Brasil, será posicionada à esquerda desta; sendo que se for hastear a do Paraná, será posicionada a do Brasil no centro, à direita da de Colombo à esquerda e da do Paraná à esquerda, sendo colocada a do Brasil no mastro mais alto às outras.
Quando distende-se a Bandeira de Colombo com ausência de mastro, em logradouro público, entre edifícios ou em portas, encompridar-se-à, de maneira que o lado grande do retângulo esteja em sentido paralelo e a coroa mural do brasão, voltando-se para cima.
Quando do seu aparecimento em sala ou salão, por ocasião de reuniões, conferências ou solenidade, distender-se-á a Bandeira de Colombo no decorrer da parede, na parte traseira da presidência, ou do local da tribuna, sempre na parte superior da cabeça do respectivo indivíduo que ocupa, sendo observado o hasteamento da bandeira, quando coloca-se o estandarte juntamente com as Bandeiras do Brasil e do Paraná.
Por obrigação, hasteia-se a Bandeira de Colombo nas repartições e próprias do município, nas instituições educacionais do governo federal/estadual/municipal e da iniciativa privada, nas instituições privadas de assistência, letras, artes, ciências e desportos, durante nos datas festivos ou luto Municipal, Estadual ou Nacional; todos os dias em frente aos edifícios-sede dos Poderes Legislativo e Executivo do município, isolada em dias de expediente comum, e junto com as Bandeiras do Brasil e do Paraná em dias de festa.

### Meia-haste
Em funeral, para ser hasteada, levar-se-á ao tope do mastro, antes de abaixar-se à meia-haste, e será levantada de novo ao tope, antes de ser arriada, sempre que conduzir-se-á em marcha, indicar-se-á o luto por um laço de crepe preso juntamente à lança. O prefeito determinará o hasteamento da Bandeira de Colombo em funeral, não sendo possível, talvez, ocorrer em dias feriados.
Quando coloca-se a Bandeira de Colombo na superfície do caixão fúnebre de cidadão que tenha direito de ser homenageado, será colocada a tralha do lado da cabeça do falecido e a coroa mural do brasão à direita, devendo retirar-se a bandeira alguns segundos antes de ser sepultado o chefe morto do executivo municipal.

### Paradas, cerimônias e respeito à bandeira
Nos desfiles, a Bandeira de Colombo estará à disposição de uma Guarda de Honra, compondo-se de seis pessoas, presidida por uma porta-bandeira, seguindo-se a testa da coluna quando em isolamento, ou depois das Bandeiras do Brasil e do Paraná quando estas também durante a concorrência ao desfile. Nas instituições educacionais do município, deverá ser mantida a Bandeira de Colombo em lugar de honra, quando não hasteia-se, do mesmo modo em procedência com a Bandeira do Brasil ou do Paraná.
Proíbe-se explicitamente que a Bandeira de Colombo seja usada para servir como pano de mesa em solenidades, devendo ser obedecida a exposição da bandeira em ambientes fechados. Proíbe-se que seja hasteada a Bandeira de Colombo, em locais que os poderes competentes consideram inconvenientes.

### Eliminação
Quando a Bandeira de Colombo está em um estado danificado ou sujo, incinerar-se-á de acordo com o que dispõe o Artigo 32, da Lei Federal do Brasil 5700 de 1971, sendo o fato registrado no livro de competência.
Não incinerar-se-á, mas recolher-se-á ao Museu Histórico Municipal, o exemplar da Bandeira, ao qual esteja ligado fato de relevante significação histórica do Município, como no caso da inauguração da primeira Bandeira de Colombo depois de ser instituída.